# نهر فارسيت

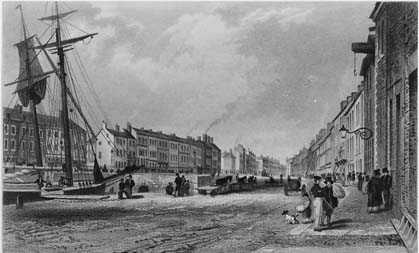
نهر فارسيت عام 1830.

نهر فارسيت هو النهر الذي اعطى مدينة بلفاست عاصمة أيرلندا الشمالية اسمها المشتق من «بيال فيرست» أي الممر الرملي على مدخل فارسيت باللغة الأيرلندية. ونهر فارسيت نهر مدفون ولكن ما زال يتدفق من خلال سلسلة من الأنفاق تحت سطح المدينة الحالي على عمق 60 سنتيمتراً. يجري بموازاة (خطوط السلام) التي فصلت لوقت طويل بين البروتستانت والكاثوليك، رابطاً بين كاسل ستريت وبانك ستريت متجهاً مباشرة إلى أسفل هاي ستريت، مانحاً الطريق عرضها وانحناءها المميزين. ومن ثم يتدفق إلى اليسار من برج ساعة ألبرت التذكاري ويصب في نهر لاغان عند رصيف ميناء دونيغال.
الأهمية التاريخية

أسست بلفاست فوق معبر طبيعي حيث تدفق نهر فارسيت إلى نهر لاغان في شمال أيرلندا. فشكل ذلك ضفة رملية ضيقة في المكان الذي يعرف اليوم بزاوية شارع هاي ستريت وشارع فيكتوريا.
بدأ المستوطنون البروتستانت من اسكتلندا وإنجلترا في الوصول خلال القرن السابع عشر، وعلى إثر ذلك تطورت ضفاف نهر فارسيت لتصبح المراسي الأولى لمدينة التجار المزدهرة، حيث كانت الأرصفة والمراسي والسفن بدلاً من المتاجر تحد ما يعرف اليوم بشارع هاي ستريت.
وفي أواخر القرن السابع عشر، كان فارسيت أحد أنهار بلفاست المتعددة، إلى جانب بلاكستاف، التي زودت معامل النسيج والمصانع ومعامل التقطير بالطاقة، وهي المصانع والمعامل التي كانت وقود الثورة الصناعية. ومع نهاية القرن الثامن عشر، ساعد نهر فارسيت على دفع بلفاست قدماً لتصبح أكبر مصنع للكتان في العالم، حيث عمل حوالي 50 ألف شخص في المعامل المنتشرة على ضفتيه في غرب بلفاست.